# Beverstedt
Beverstedt é um município da Alemanha localizado no distrito de Cuxhaven, estado da Baixa Saxônia.
É membro e sede do Samtgemeinde de Beverstedt.